# Galina Jakowlewna Minaitschewa
Galina Jakowlewna Minaitschewa, später Galina Jakowlewna Sarabidse, (russisch Галина Яковлевна Минаичева-Шарабидзе; * 17. Oktober 1928 in Moskau; † 28. Januar 2025) war eine sowjetische Turnerin, die 1952 drei olympische Medaillen gewann.

## Sportliche Laufbahn
Die für Dynamo Moskau startende Galina Minaitschewa gehörte bei den Olympischen Spielen 1952 in Helsinki zur ersten sowjetischen Olympiamannschaft. Die sowjetische Riege mit Marija Gorochowskaja, Nina Botscharowa, Galina Minaitschewa, Galina Urbanowitsch, Pelageja Danilowa, Galina Schamrai, Medea Dschugeli und Jekaterina Kalintschuk siegte mit 527 Punkten vor den Ungarinnen mit fast 521 Punkten und der Riege aus der Tschechoslowakei mit 503 Punkten. In der Mehrkampf-Einzelwertung belegte Minaitschewa den vierten Platz hinter Gorochowskaja, Botscharowa und der Ungarin Margit Korondi. Im Bodenturnen belegte sie den sechsten Platz, am Schwebebalken erreichte sie den zehnten Platz und am Stufenbarren den achten Platz. Im Sprung belegten sechs sowjetische Turnerinnen die ersten sechs Plätze. Hinter Jekaterina Kalintschuk und Marija Gorochowskaja gewann Minaitschewa die Bronzemedaille. Ebenfalls im olympischen Programm war die Gruppengymnastik, in diesem Wettbewerb gewannen die Schwedinnen vor der sowjetischen Riege und den Ungarinnen.
Galina Minaitschewa heiratete nach den Olympischen Spielen einen Georgier und gehört als Galina Sarabidse der Turnmannschaft von Dinamo Tiflis an. Bei den Weltmeisterschaften 1954 in Rom siegte die sowjetische Riege mit Nina Botscharowa, Pelageja Danilowa, Marija Gorochowskaja, Larissa Latynina, Tamara Manina, Sofja Muratowa, Galina Rudko(-Schamrai) und Galina Sarabidse. 
Sarabidse war nach ihrer aktiven Laufbahn Turn- und Gymnastiklehrerin in Tiflis. 